# Commercialisation des produits agricoles

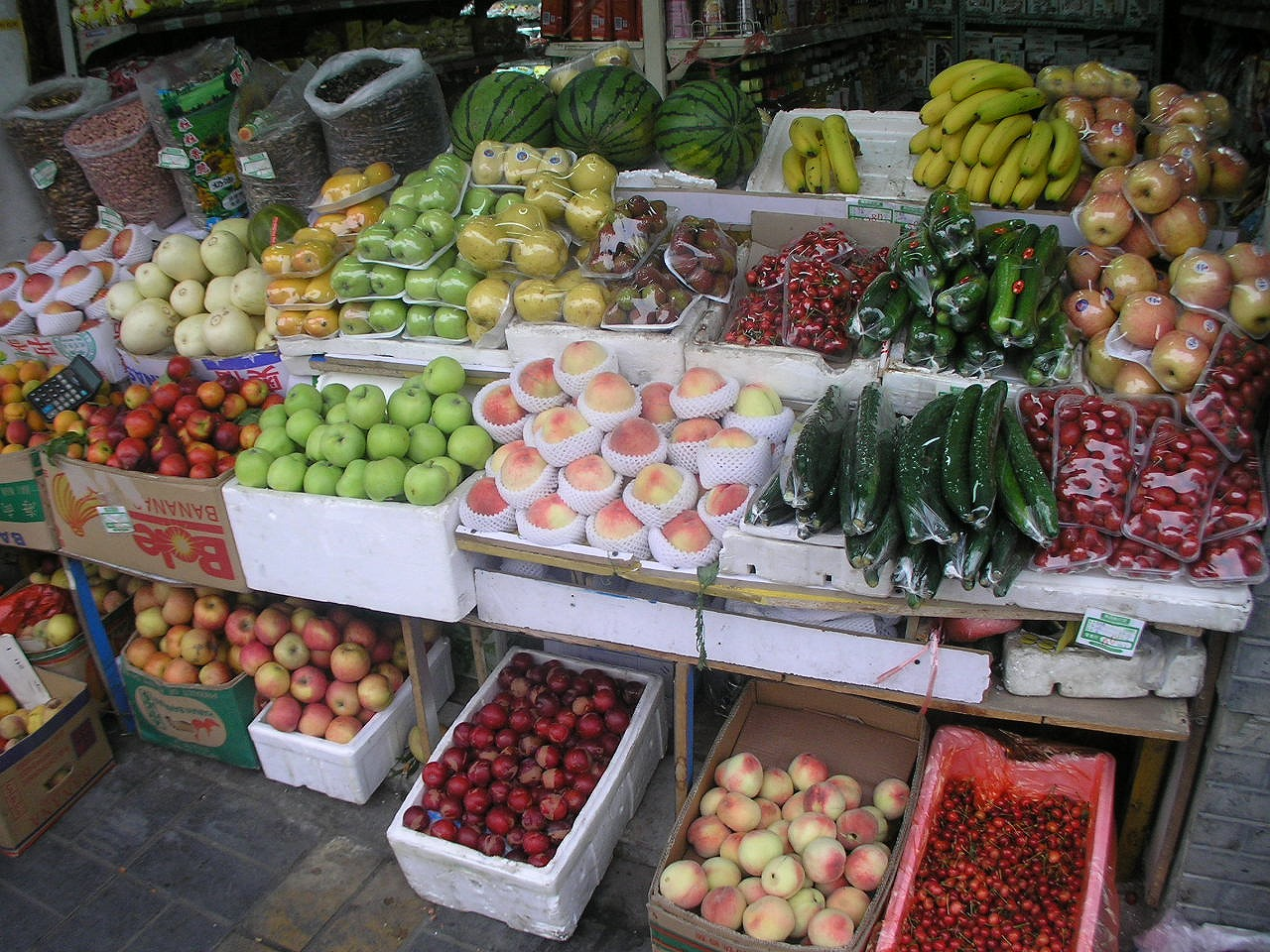
Photographie montrant la vente de fruits dans un marché chinois

La commercialisation des produits agricoles est l'activité d'échange des biens et des services relatifs à l'agriculture.

## Enjeux de la commercialisation des produits agricoles
La commercialisation des produits agricoles permet de réaliser le transfert d’un produit, du lieu de production au lieu de consommation. C’est donc une série d’activités interconnectées impliquant : la planification de la production, la culture et la récolte, le tri, le conditionnement, le transport, le stockage, les procédés agroalimentaires, la distribution et la vente. De telles activités ne peuvent se faire sans échange d’information et dépendent souvent très fortement de la disponibilité d’un financement adéquat. Les systèmes de commercialisation sont dynamiques. Ils sont compétitifs et impliquent un changement et des améliorations continus. Les activités qui prospèrent sont celles qui engendrent des coûts moins élevés, qui sont plus efficaces et qui peuvent fournir des produits de qualité. Celles qui engendrent des coûts élevés, ne s’adaptent pas aux changements de la demande du marché et qui fournissent une qualité moins élevée sont souvent menées à la faillite. La commercialisation doit être orientée vers les consommateurs et générer un profit pour le cultivateur, le transporteur, le commerçant, le transformateur, etc. Cela implique que les acteurs impliqués dans les filières de commercialisation comprennent les exigences de l’acheteur, à la fois en termes de produit mais aussi d’activité économique.
La division "commercialisation des produits agricoles" de la FAO et diverses organisations donatrices offrent un soutien aux pays en développement dans ce domaine d’activités. Ceci inclut le développement des informations sur le marché, l’extension des activités de commercialisation, des formations en commercialisation et en développement des infrastructures. Les tendances récentes concernent la montée des supermarchés et un intérêt croissant pour l’agriculture contractuelle.

## Caractéristiques du commerce des produits agricoles

### Infrastructures de commercialisation
Des infrastructures efficaces de commercialisation, comme les marchés de gros, de détail, les marchés associatifs et les installations de stockage sont les conditions essentielles d’une commercialisation rentable, d’une minimisation des pertes post-récolte et d’une réduction des risques sanitaires. Les marchés jouent un rôle important pour le développement rural, la génération de revenus, la sécurité alimentaire, le développement de liens entre les zones rurales et les marchés, et les questions de parité entre les sexes. Les planificateurs doivent être conscients de la nécessité de concevoir des marchés qui répondent aux besoins économiques et sociaux d’une communauté et doivent choisir un emplacement adapté. Dans de nombreux cas, l’emplacement des sites n’est pas approprié, ce qui résulte en une sous-utilisation ou même une non-utilisation des infrastructures mises en place. Par ailleurs, construire simplement un marché n’est pas suffisant: il est également essentiels de prêter une attention particulière au mode de gestion de ce marché, à son fonctionnement et à sa maintenance. Dans la plupart des cas, lorsqu’elles ne visent qu’à moderniser les infrastructures et qu’elles ne garantissent aucune maintenance ni aucune gestion, la plupart des améliorations mises en œuvre échouent au bout de quelques années.
Les marchés associatifs sont localisés dans les zones de production et servent principalement de lieu de rencontre, où les agriculteurs peuvent vendre leurs produits à des commerçants. Ces marchés peuvent être occasionnels (par exemple hebdomadaires), comme les haat bazars en Inde ou au Népal, ou permanents. Les marchés de gros terminaux sont situés dans les zones urbaines majeures, où le produit est acheminé jusqu’au consommateur grâce à des échanges entre grossistes et détaillants, traiteurs, etc. Les caractéristiques des marchés de gros ont considérablement changé, en raison des changements subis par la distribution dus à la croissance urbaine, au rôle grandissant des supermarchés et à l’augmentation du pouvoir d’achat. Ces changements nécessitent des réponses quant au mode d’organisation des marchés de gros traditionnels et à leur gestion. Dans les pays occidentaux, les systèmes de vente au détail ont largement évolué, en passant des marchés de rue traditionnels aux hypermarchés modernes ou centres commerciaux situés en dehors de la ville. En dépit de la croissance des supermarchés, il reste toujours des opportunités considérables pour améliorer la commercialisation des produits agricoles dans les pays en développement, grâce à la construction de nouveaux marchés de vente au détail. Cependant, il y a peu de sens à entreprendre ces améliorations, s’ils elles n’ont pas d’effet socio-économique positif. Une réglementation des marchés efficace est essentielle. À l’intérieur du marché, il est nécessaire de renforcer à la fois les règles d’hygiène et les activités de collecte des revenus. Le maintien de l’ordre en dehors du marché revêt aussi une grande importance. Les commerçants ayant des accords avec un marché ne désireront pas coopérer pour l’amélioration des standards s’ils font face à une compétition de la part d’acteurs extérieurs, qui eux ne payent aucun coût pour la fourniture des services appropriés.

### Informations sur le marché
Des informations efficaces sur le marché ont déjà montré des effets bénéfiques pour les agriculteurs et les commerçants. Les informations actualisées sur les prix et d’autres facteurs de marchés permettent aux agriculteurs de négocier avec les commerçants et facilitent également la distribution spatiale des produits, des zones rurales jusqu’aux villes et entre différents marchés. Dans les pays en développement, la plupart des gouvernements ont tenté de fournir aux agriculteurs des services d’information sur les marchés, mais ils ont dû faire face à des problèmes de durabilité. De plus, même lorsqu’il fonctionne, le service fourni est souvent insuffisant pour permettre de prendre des décisions commerciales, en raison du temps qui s’écoule entre la collection des données et leur dissémination. Les technologies de communication modernes ont permis d’améliorer la distribution de l’information, en particulier grâce aux SMS par téléphone portable et à la croissance rapide de stations de radio FM dans de nombreux pays en développement, qui permettent de mettre en place des services d’information plus localisés. À plus long terme, Internet pourrait devenir un moyen efficace pour délivrer l’information aux agriculteurs. Cependant, des problèmes associés aux coûts et à la précision des données collectées doivent toujours être réglés. Même lorsqu’ils ont accès aux informations sur le marché, les agriculteurs ont souvent besoin d’assistance pour interpréter ces données. Par exemple, les cours des prix du marché annoncés à la radio peuvent se référer à des prix de vente sur le marché de gros, et les agriculteurs peuvent rencontrer des difficultés pour les traduire en prix réalistes sur leur marché associatif local. Des efforts variés ont été entrepris dans les pays en développement pour introduire des services commerciaux d’information sur les marchés, mais ils ont largement visé les commerçants, les producteurs commerciaux et les exportateurs. Il n’est pas facile d’évaluer si des agriculteurs de petite taille et relativement pauvres peuvent générer un revenu suffisant pour un service commercial rentable, bien qu’en Inde, un nouveau service introduit par Thomson Reuters aurait été utilisé par plus de 100,000 agriculteurs dès sa première année de mise en place. En Afrique de l’Ouest, Esoko tente de financer le coût de tels services auprès des agriculteurs en facturant l’accès à un ensemble d’outils plus modernes fondés sur la téléphonie mobile.

### La formation en commercialisation
Les agriculteurs considèrent souvent la commercialisation comme leur problème majeur. Cependant, alors qu’ils sont capables d’identifier des problèmes comme des prix trop bas, un manque de moyens de transport et des pertes post-récolte trop élevées, ils manquent souvent de compétences pour identifier des solutions potentielles à ces problèmes. Une commercialisation efficace implique l’apprentissage de nouvelles compétences, de nouvelles techniques et de nouveaux modes d’obtention de l’information. Les agents de développement qui travaillent avec les ministères de l’agriculture ou les ONG sont souvent bien formés pour les techniques de production horticole, mais manquent souvent de connaissance en commercialisation ou en opérations de post-récolte. Il est nécessaire d’explorer différents moyens pour les aider à développer leurs connaissances dans ces domaines, afin de leur permettre de mieux conseiller les agriculteurs. Il existe une gamme de guides génériques et d’autres ouvrages de formations mis à dispositions par la FAO et d’autres organismes, mais ceux-ci devraient, dans l’idéal, être adaptés aux circonstances nationales, ce qui permettrait de maximiser leur effet.

### La création d’environnements propices
La commercialisation de produits agricoles doit être conduite au sein d’un environnement apportant un réel soutien sur le plan politique, règlementaire, institutionnel, macro-économique, bureaucratique et sur le plan des infrastructures. Les traders et autres acteurs ne peuvent investir dans un environnement de changements arbitraires des politiques du gouvernement, comme par exemple la restriction des importations et des exportations ou des mouvements internes de production. Les acteurs commerciaux ne peuvent assurer leurs fonctions si leurs activités sont entravées par une bureaucratie et des formalités excessives. Une loi inappropriée peut créer une distorsion et réduire l’efficacité du marché, augmenter les coûts des activités économiques et retarder le développement d’un secteur privé compétitif. Des institutions garantissant un faible soutien, tels que les services de développement agricole, des municipalités qui font fonctionner les marchés de manière inefficace et des organes de promotion de l’exportation peuvent partiellement porter préjudice. Enfin, l’éternel problème de la corruption peut sérieusement influencer l’efficacité de la commercialisation des produits agricoles dans de nombreux pays.

### La commercialisation des produits agricoles dans les pays en développement
Plusieurs organisations fournissent un soutien aux pays en développement afin de les aider à développer leurs systèmes de commercialisation de produits agricoles, y compris l’unité de commercialisation agricole de la FAO et diverses organisations donatrices. Les ONG ont récemment montré un intérêt considérable pour les activités visant à mettre les agriculteurs en relation avec les marchés. L’amélioration des systèmes de commercialisation nécessite un secteur privé très solide, soutenu par une structure politique et règlementaire appropriée et des services de soutien publics efficaces. De tels services peuvent inclure la fourniture d’infrastructures de commercialisation, d’informations de marché et de services de développement capables de conseiller les agriculteurs pour la commercialisation de leurs produits. La formation est nécessaire à tous les niveaux.

### Développements récents
De nouvelles relations de commercialisation entre les entreprises agroalimentaires, les grands détaillants et les exploitants agricoles se développent peu à peu avec l’agriculture contractuelle, la formation de groupes de commercialisation, et d’autres formes d’action collective. Des donateurs et des ONG portent une attention croissante à la promotion des liens directs entre agriculteurs et acheteurs. La croissance des supermarchés, en particulier en Amérique Latine et en Asie de l’Est et du Sud-est, a un effet significatif sur les circuits de commercialisation pour les produits horticoles, laitiers et carnés. De même, un développement durable des agro-industries qui demeure inclusif des petits exploitants agricoles est devenue une priorité pour les pays en développement.
Enfin, la constitution d'une interprofession peut aider les acteurs des filières agricoles à négocier entre eux et avec leur gouvernement afin de mettre en place des mesures de soutien les mieux appropriées aux problèmes spécifiques des acteurs socioprofessionnels.
Néanmoins, les marchés «spot» continueront à être important pendant de nombreuses années, ce qui nécessite une attention particulière envers l’amélioration des infrastructures ainsi que des marchés de gros et de détail.